# Крипякевич, Иван Петрович

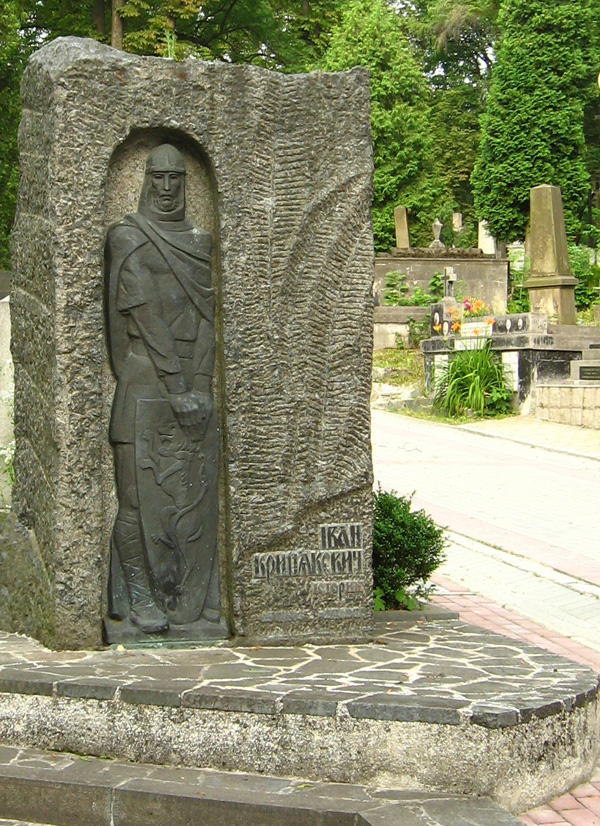
Памятник на могиле Ивана Крипякевича. Работа скульптора Т. Брыж

Ива́н Петро́вич Крипяке́вич (укр. Іван Петрович Крип'якевич; 1886, Львов — 1967, там же) — советский украинский историк, академик Академии наук УССР (1958), заслуженный деятель науки УССР (1961).

## Биография
Родился 25 июня (7 июля) 1886 года во Львове в семье священника УКГЦ, отца Петра-Франца Крипякевича. В 1908 году окончил Львовский университет. С 1911 года член историко-философской секции Научного товарищества имени Т. Г. Шевченко, в своих работах находился под влиянием руководителя НТШ и своего учителя Михаила Грушевского. 
После присоединения Западной Украины к УССР в 1939 году Иван Крипякевич стал профессором и заведующим кафедрой истории Львовского университета. В 1947—1948 годах работал в Киеве. В 1948 году получил должность старшего научного сотрудника Музея этнографии и художественных промыслов АН УССР во Львове. В 1951 году стал заведующим отделом истории Украины института общественных наук АН УССР во Львове, с 1953 года до смерти директор этого института.
Крипякевич занимался в основном историей Украины периода феодализма. В свой советский период работы разрабатывал, в основном, историю войны под предводительством Богдана Хмельницкого.
Умер 21 апреля 1967 года во Львове. Похоронен на Лычаковском кладбище (Участок № 59). Автор надгробия-скульптор Теодозия Брыж.

## Память
В 1991 году были переименованы в его честь улица Колхозная во Львове, а во входящем в состав Львова городе Винники — улица Крупской. В 1993 году Институт общественных наук, который он возглавлял, переименовали в Институт украиноведения имени И. Крипякевича.
В Первомайске существует переулок Ивана Крипякевича.

## Семья
Сыновья — Пётр-Богдан и Роман — учёные.

## Основные работы
Издания на украинском языке:

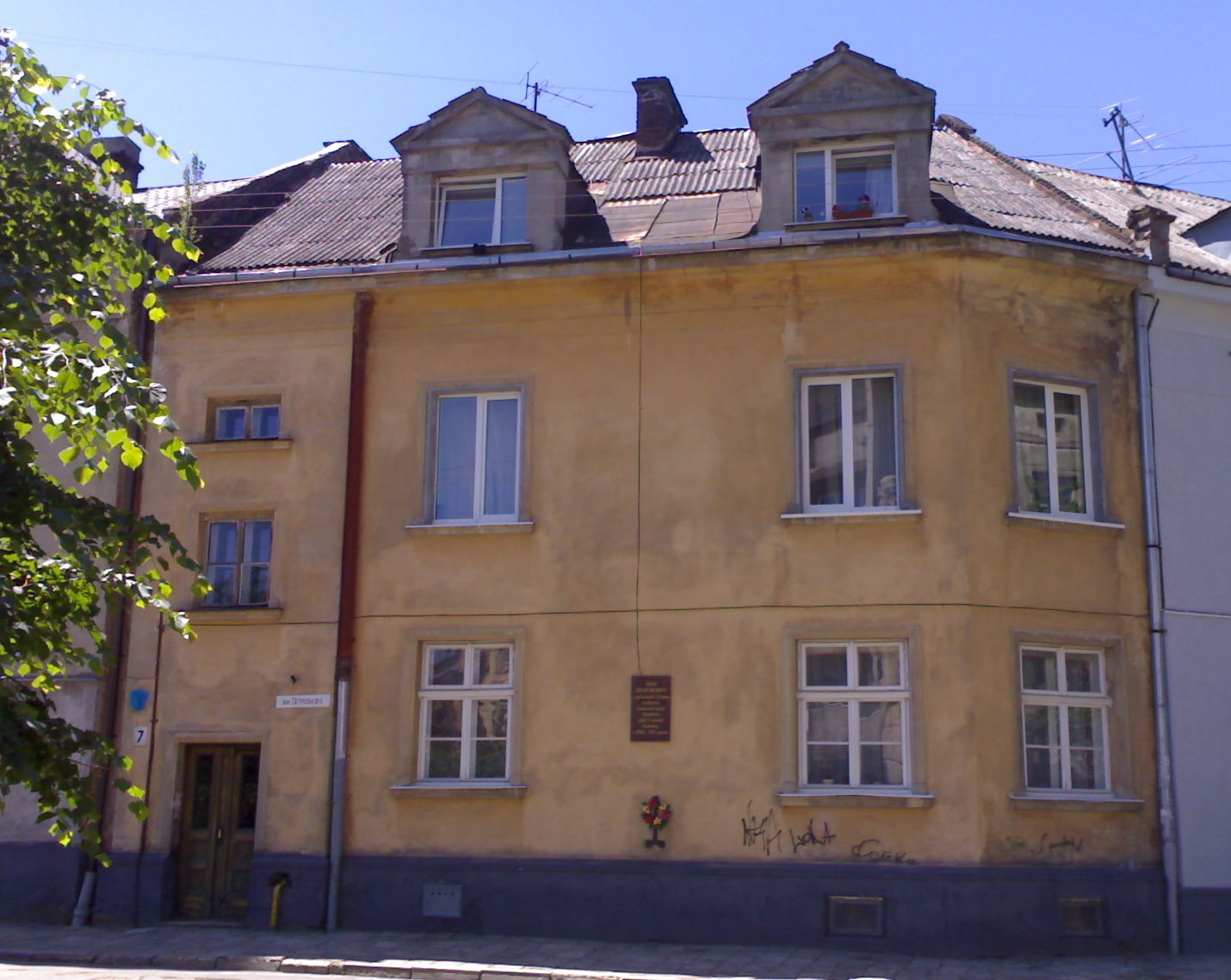
Дом, в котором жил Иван Крипякевич

- Богдан Хмельницкий, [Предисл. Я. Д. Исаевича], 2-е изд., испр. и доп. Львов: Свит, 1990, 405,[1] с.
- Галицко-Волынское княжество. Киев: Наукова думка 1984, 174 с.
- Исторические прогулки по Львову [Сост., обраб. и примеч. Б. З. Якимовича; Авт. предисл. Я. Д. Исаевич]. Львов: Камэняр, 1991, 165,[1] с.
- История Украины [Сост. текста, примеч., коммент. Б. З. Якимович; Вступ. ст. Я. Р. Дашкевича, с. 5-21]. Львов: Свит, 1990, 519 с ил.
- Малая история Украины. Львов: Львовское областное отделение Украинского фонда культуры, Львовская ассоция молодых историков 1990, 39 с портр.
- История украинского войска. Львов: Издательство И.Тиктора, 1936. Текст он-дайн  (укр.)
- Связи Западной Украины с Россией до середины XVII века. Киев, 1953.